# Mattia Valoti

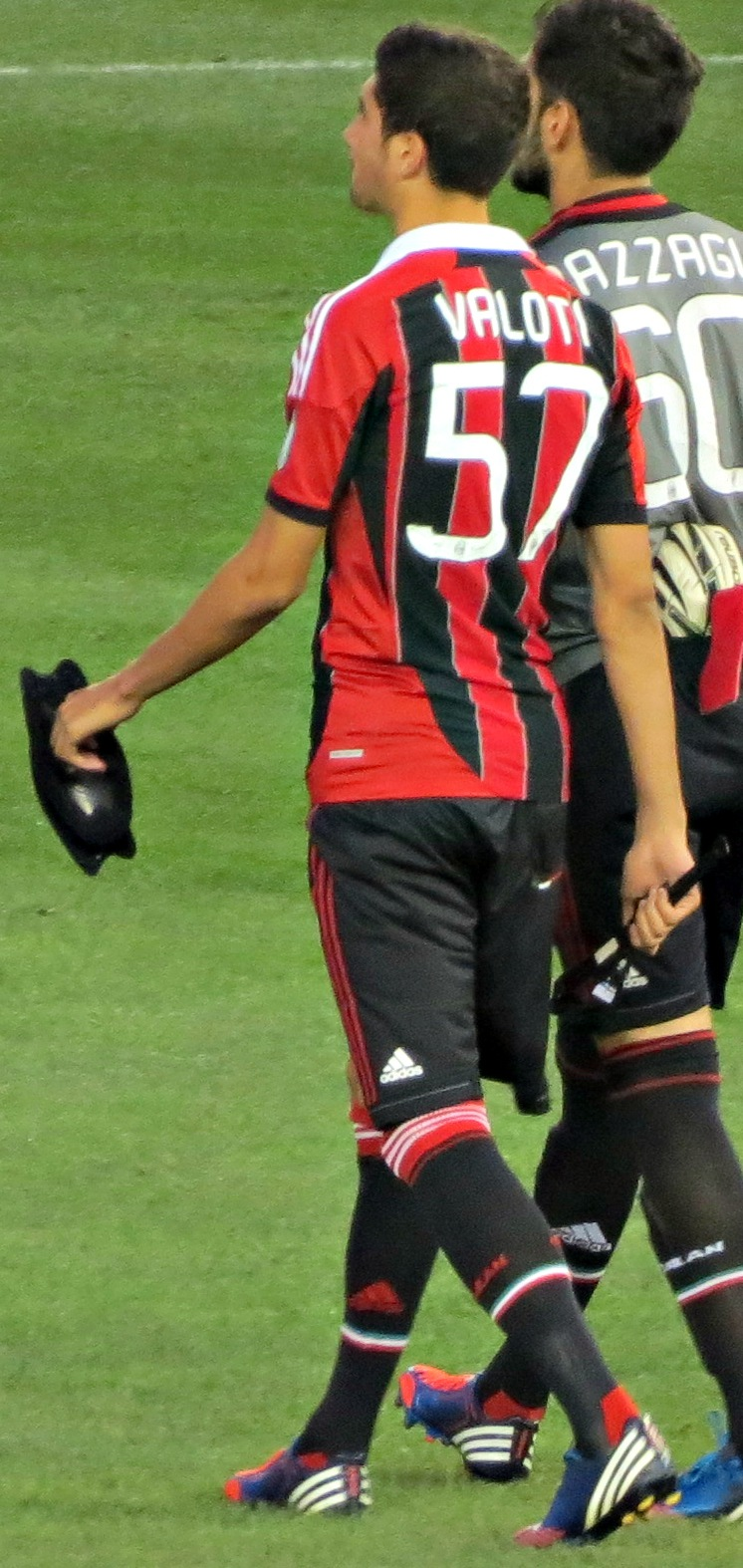
Valoti

Mattia Valoti (Vicenza, 6 september 1993) is een Italiaans voetballer die doorgaans als middenvelder speelt. Hij verruilde UC AlbinoLeffe in juli 2015 voor Hellas Verona.

## Carrière

### Jeugd
Valoti is een zoon van oud-profvoetballer Allandino Valoti, die speelde voor enkele Italiaanse profclubs en directeur was van UC AlbinoLeffe. Valoti begon met voetbal op zijn vijfde jaar. In de acht jaar die daarop volgden, speelde hij bij Cosenza, Palermo, FC Crotone, ASD Martina Franka en Dalmine Furtura in de jeugd. De redenen voor deze lijst jeugdteams waren de transfers van zijn vader.

### Profloopbaan
In 2006 werd Valoti opgenomen in de jeugdopleiding van Albinoleffe, waarin hij vijf seizoenen speelde. Toen werd hij opgenomen in de selectie van Albinoleffe, waarvoor hij in het seizoen 2010/11 zijn competitiedebuut maakte. In 2011 werd hij gedeeld eigendom van Albinoleffe en AC Milan. In het seizoen 2011/12 werd hij toegevoegd aan de selectie van Milan.
Valoti kwam uit voor Italië -16, -18 en -19.
1 Pomini ·
3 Tripaldelli ·
4 Abou ·
5 Esposito ·
7 Crociata ·
8 Mancosu ·
9 Colombo ·
11 Melchiorri ·
14 Zuculini ·
17 Capradossi ·
19 Mora ·
20 Ellertsson ·
21 Seck ·
22 Thiam ·
23 Vicari  ·
24 Dickmann ·
25 Spaltro ·
29 Peda ·
33 Coccolo ·
40 Da Riva ·
49 Rossi ·
77 Viviani ·
87 Heidenreich ·
90 Seculin ·
91 Celia ·
95 Nador ·
97 D'Orazio ·
98 Piscopo ·
99 Latte Lath ·
Coach: Clotet